# Euphoresia pygialis
Euphoresia pygialis är en skalbaggsart som beskrevs av Brenske 1900. Euphoresia pygialis ingår i släktet Euphoresia och familjen Melolonthidae. Inga underarter finns listade i Catalogue of Life.